# گندم‌آباد
روستای گندم آباد، روستایی است از دهستان شال بخش شاهرود شهرستان خلخال، استان اردبیل در ایران قرار دارد. براساس سرشماری سال ۱۳۸۵، جمعیت این روستا، ۷۸ نفر بوده است.
مردم گندم آباد به زبان تاتی سخن می‌گویند.
براساس لغت نامه دهخدا گندم آباد دهی است از دهستان شاهرود بخش شاهرود شهرستان هروآباد که در ۳۳۵ هزار گزی جنوب خاوری هشتجین واقع شده است. هوای آن معتدل و سکنه آن ۳۳۰ تن است. محصولات آن غلات و حبوبات است و آب آن از چشمه تأمین می‌شود. شغل اهالی آن کشاورزی و گله داری و صنایع دستی است.